# Tanit Jitnukul
Tanit Jitnukul (Tailandès: ธนิตย์ จิตนุกูล, nascut el 1956 a la província de Songkhla, Tailàndia) és un director de cinema tailandès, guionista i productor. Entre les seves pel·lícules destaca la històrica i èpica, Estrèpit Rajan. El seu malnom és "Pued".

## Filmografia

### Director
- - Suem Noi Noi Galon Mark Noi(Happy-Go-Lucky) (1985)
  - Happy-Go-Lucky 2 (1986)
  - Magic Moon (1991)
  - Love Affaire (1997)
  - Leua jone phan leua (Crime King) (1998)
  - Hello Countryside (1999)
  - Bang Rajan (2000)
  - Kun pan (Legend of the Warlord) (2002)
  - Khunsuk (Sema: Warrior of Ayutthaya) (2003)
  - Khon len khong (Art of the Devil) (2004)
  - 102 piit krungthep plon (102 Bangkok Robbery) (2004)
  - The Lord of Ayuthaya (Jao Tak) (2004; direct-to-video)
  - Jee (Andaman Girl) (2005))
  - Narok (Hell) (2005)
  - Hak yae (Black Night, segment The Lost Memory) (2006)
  - First Flight (in production)
  - Red Eagle (in production)
  - Ghost Day (2012)[1]

### Productor
- Muay Thai Chaiya (2007)
- Jee (Andaman Girl) (2005)
- Narok (Hell) (2005)
- 14 tula, songkram prachachon (The Moonhunter) (2001)
- Ghost Day (2012)[1]

### Gionista
- Bang Rajan (2000)
- Hak yae (Black Night) (2006)
- Ghost Day (2012)[1]

### Actor
- Sum muepuen (Hit Man File) (2005)
- Me ... Myself (2007)[1]